# Selaya
Selaya est une ville espagnole située dans la communauté autonome de Cantabrie.